# Blepharoneuron
Blepharoneuron es un género de plantas herbáceas perteneciente a la familia de las poáceas. Es originario del sudoeste de Norteamérica en Estados Unidos y México. Comprende 2 especies descritas y aceptadas.

## Taxonomía
El género fue descrito por George Valentine Nash y publicado en  Bulletin of the Torrey Botanical Club 25(2): 88. 1898. La especie tipo es: Blepharoneuron tricholepis (Torr.) Nash
Etimología
El nombre del género deriva del griego blepharis (pestañas), y neurona (nervio), aludiendo a los lemmas. 
Citología
El número cromosómico básico del género es x = 8, con números cromosómicos somáticos de 2n = 16. 2 ploide

## Especies aceptadas
A continuación se brinda un listado de las especies del género Blepharoneuron aceptadas hasta noviembre de 2014, ordenadas alfabéticamente. Para cada una se indica el nombre binomial seguido del autor, abreviado según las convenciones y usos.	
- Blepharoneuron shepherdii (Vasey) P.M. Peterson & Annable
- Blepharoneuron tricholepis (Torr.) Nash